# Malmvägen (TV-serie)
Malmvägen är en TV-serie som hade premiär 25 januari 2006 i Kanal 5. Serien sändes ursprungligen 2006 och gick senast i repris våren 2009 i Kanal 9.
Programmet handlar om programledarna Johnnie Krigström, Mattias Särnholm och 15 arbetslösa ungdomar (flera från just Malmvägen) som tillsammans bygger om och inreder en 600 kvadratmeter stor lokal på Malmvägen i Sollentuna kommun.
Malmvägen kan betraktas som en spinoff till TV-serien Roomservice.